# Eliza Ruhamah Scidmore
Eliza Ruhamah Scidmore, née le 14 octobre 1856 à Clinton dans l'Iowa et morte le 3 novembre 1928 à Genève est une globe-trotteuse, écrivaine, photographe et géographe américaine.
Après une enfance au contact du monde politique et du voyage, elle devient une des premières femmes correspondante dans un journal. Elle multiplie les collaborations, notamment avec le The New York Times, sa plume lui permettant de financer ses premiers déplacements. En 1883, elle fait partie des premières journalistes à visiter l'Alaska. Ses articles, synthétisés sous la forme du premier guide de la région fait encore aujourd'hui référence et lance le tourisme de croisière.
Grâce aux postes de son frère au Japon, elle participe au rapprochement culturel entre les deux pays en faisant découvrir la culture japonaise à travers ses reportages. Très marquée par la floraison des cerisiers, elle parvient après trente ans d'efforts à faire planter ces arbres à Washington, soit la première action de diplomatie culturelle connue des sakura. La floraison donne encore aujourd'hui lieu au Festival des cerisiers en fleurs de Washington. En mentionnant le tsunami de Sanriku du 15 juin 1896, elle participe à faire entrer le mot japonais dans le langage américain.
Tout en voyageant en Asie, puis en Europe, elle devient correspondante pour la National Geographic Society, puis la première femme membre de son conseil. Elle fait évoluer la politique d'illustration du magazine avec la publication des premières photos puis de photos en couleur qu'elle colorise elle-même.
Engagée dans la protection de l'environnement, collectionneuse d'art asiatique, elle meurt en 1928 des suites d'une appendicite.
En son honneur, plusieurs lieux et un prix de journalisme portent son nom.

## Enfance
Eliza Scidmore est née le 14 octobre 1856 à Clinton dans l'Iowa. Elle passe sa jeunesse à Madison, puis sa famille déménage pendant la guerre de Sécession à Washington. Sa mère tient une pension de famille, ce qui lui offre des contacts réguliers avec le monde du voyage et de la politique. Enfant, elle s'intéresse à la géographie, comme elle l'avoue dans un entretien en 1890 : « Mes rêves éveillés concernaient toujours d'autres pays ». Elle fréquente l'Oberlin College dans l'État américain de l'Ohio mais veut explorer le monde.

## Premiers écrits de journaliste
Dans les années 1870, Eliza Scidmore est l'une des premières femmes à travailler comme correspondante dans un journal. À 19 ans, elle écrit sa première chronique pour le journal National Republican à Washington en couvrant la première exposition universelle organisée aux États-Unis, à Philadelphie,. Elle rédige ensuite plusieurs articles sur des problèmes de société dans divers journaux, dont The New York Times. Très prolifique, elle utilise l'argent qu'elle gagne grâce à ses articles pour voyager dans l'ouest des États-Unis.
En signant ses articles « ER Scidmore » ou « E. Ruhamah Scidmore », les personnes qui la lisent supposent qu'elle est un homme. Les lettres qui lui sont adressées commencent par « Cher Monsieur » tandis que les critiques de livres louent la qualité du travail de « M. Scidmore ».

## Voyages
Eliza Scidmore voyage tout au long de sa vie et partage avec son lectorat ses découvertes de terres ou lointaines ou restées auparavant isolées.

### Alaska

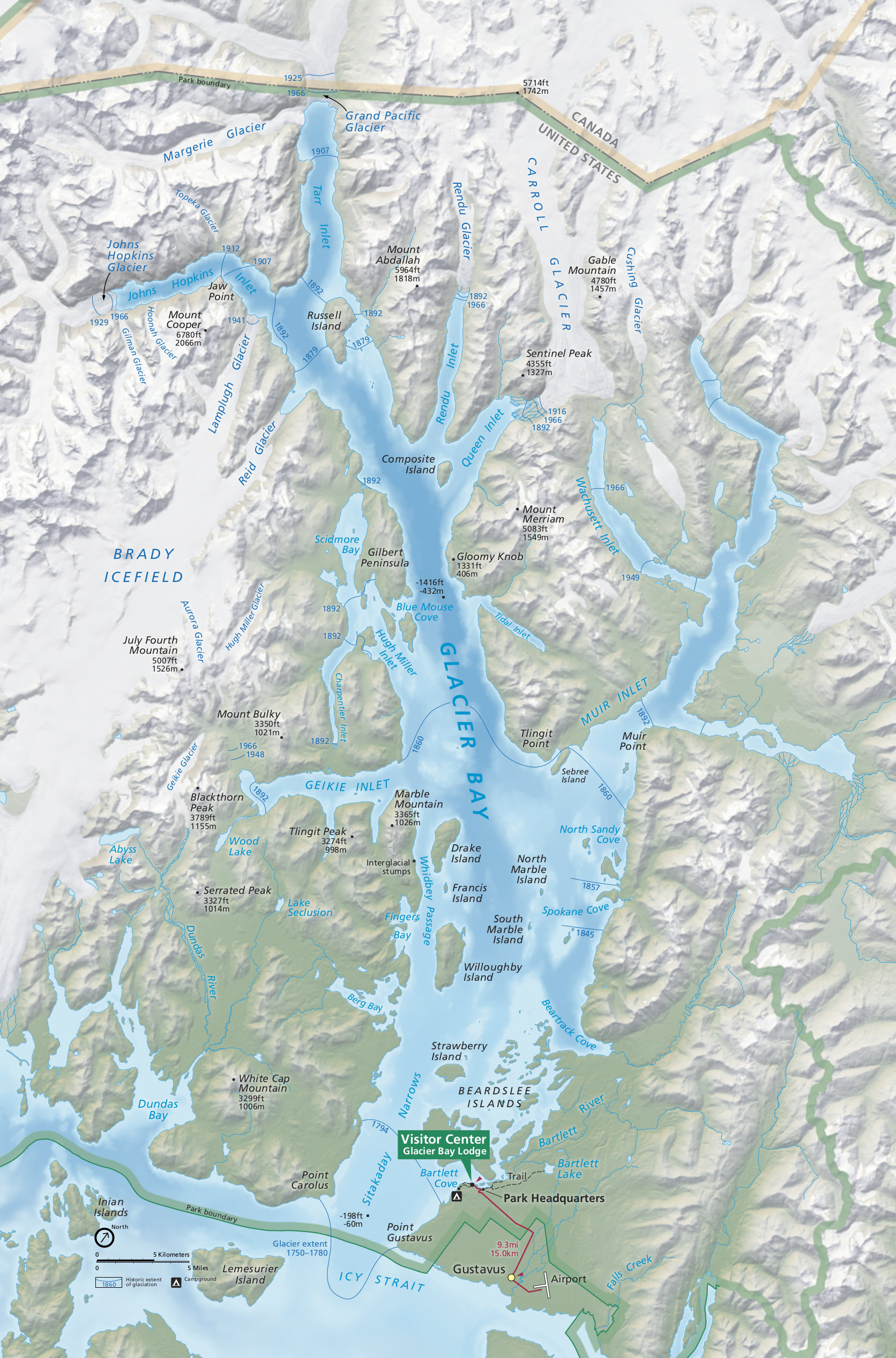
Carte de Glacier Bay avec Scidmore Bay (au nord-ouest du centre). Le glacier Scidmore (non étiqueté) se trouve à l'ouest de celui-ci.

En 1883 et 1884, inspirée par les notes d'exploration de John Muir, elle se rend en Alaska pour découvrir la région, en grande partie inexplorée par les Américains à l'époque. En effet, depuis son achat par les États-Unis à la Russie dans les années 1860, rares sont les personnes à l'avoir visité. Influencée par les caricatures visant William Seward, le public en a alors une vision plutôt négative, celle d'un paysage désolé peuplé d'ours.
À 26 ans, Eliza Scidmore est déjà une journaliste expérimentée. Elle navigue sur le Passage intérieur vers l'Alaska à bord du paquebot Idaho. De ses voyages elle écrit une série de lettres, imprimées ensuite dans le quotidien St. Louis Globe-Democrat (en) et The New York Times. En 1885, des cartes et des illustrations sont ajoutées aux lettres et publiées sous forme de livre : Alaska: its southern coast and the Sitkan archipelago (Alaska : sa côte sud et l'archipel de Sitkan). Il est le premier guide touristique de la région. Un critique dit que son travail fait d'elle « l'une des meilleures femmes correspondantes du pays ». Elle écrit à propos du glacier Muir « Les mots et les chiffres donnent seulement une faible idée de la grandeur de ce torrent glaciaire qui s'écoule régulièrement et fermement dans la mer, de la beauté du fantastique front de glace, du chatoyant de toutes les teintes prismatiques. C'est au-delà de toute imagerie ou description. ». Cet ouvrage est considéré comme le guide ultime de l'Alaska ; il est encore aujourd'hui utilisé par les touristes de la région.
D'autres voyages suivent, qu'Eliza Scidmore documente sous la forme d'articles dans divers journaux et magazines américains. Elle confie à propos des aurores boréales et de la région : « c'est un pays d'aquarelles ». Ses écrits influencent le glaciologue Harry Fielding Reid (en), futur spécialiste de la région, qui devient un ami. Ses articles contribuent également à la promotion du tourisme dans la région et à l'industrie des croisières : de 1884 à 1889, le nombre de visites en Alaska est passé de 1 650 à plus de 5 000. En son honneur, le Scidmore Glacier, la Scidmore Bay dans le parc national de Glacier Bay et le Mont Ruhamah (ceb) portent son nom,,,.

### Japon

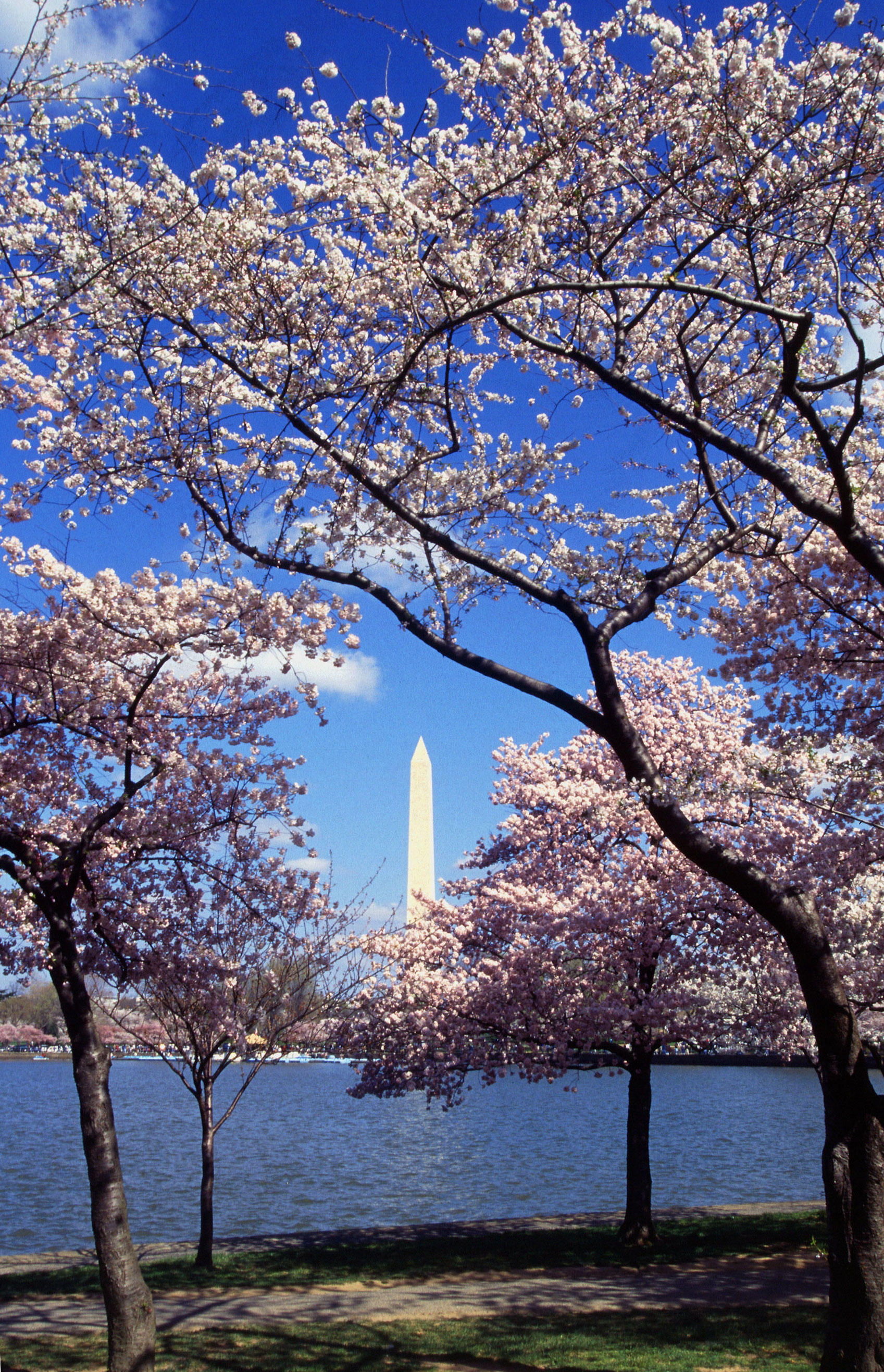
La vue depuis le nord du parc West Potomac sur le Tidal Basin montre les cerisiers en fleurs

Eliza Scidmore visite le Japon pour la première fois en 1885 alors que le pays n'est ouvert que depuis peu aux personnes occidentales. Son frère y est diplomate, en poste en Extrême-Orient de 1884 à 1922, et elle fait de nombreux séjours dans l'île. Par ses écrits, Eliza Scidmore cherche à faire comprendre la culture asiatique et à encourager les relations entre les États-Unis et le Japon. Elle prend de nombreuses photos représentant des Japonais et des Japonaises, l'agriculture, l'artisanat et les bijoux, mais aussi des environnements naturels et urbains comme les jardins. Elle publie des rapports de voyage pour divers magazines : elle admire le statut élevé des femmes japonaises dans Harper's Bazaar, écrit sur les théières pour Cosmopolitan, gravit le Mont Fufi en restant bloquée plusieurs jours par le mauvais temps dans un refuge et analyse les différences entre les baguettes japonaises et chinoises. Dans un article sur les vers à soie, les chenilles sont comparées à des « aristocrates délicatement élevées ».
Elle est décorée par l'empereur du Japon pour un roman relatant notamment le traitement des prisonniers de guerre par le Japon pendant la guerre russo-japonaise,.

#### Découverte de la saison des cerisiers en fleur et apport aux États-Unis
Amatrice de botanique, elle est marquée par les cerisiers en fleurs du Japon, qu'elle appelle « la plus belle chose au monde ». À son retour aux États-Unis, elle conseille fortement au gouvernement américain de planter des cerisiers à Washington en signe d'amitié avec le Japon. Cette suggestion est reprise seulement en 1909 par la Première Dame Helen Herron Taft, qui a elle-même vécu temporairement au Japon. En 1912, 3 020 cerisiers offerts par la ville de Tokyo sont plantés autour du Tidal Basin sur le terrain du West Potomac park. Beaucoup de ces arbres fleurissent encore (environ 1 000 en 1998), les autres ayant été remplacés au fil du temps. Aujourd'hui, ces arbres sont une attraction touristique et attirent de nombreuses personnes, notamment lors du Festival des cerisiers en fleurs de Washington. Il s'agit de la première action de diplomatie culturelle connue des sakura.

#### Apport du mot «tsunami» aux États-Unis

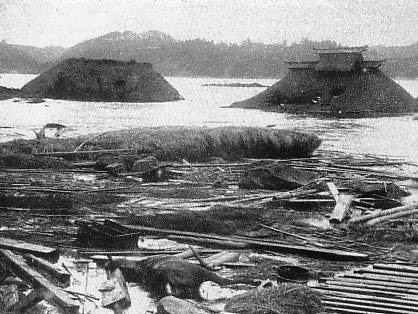
Maisons emportées par le tsunami de Sanriku en juin 1896.

À travers ses reportages, Scidmore fait découvrir au public américain le mot japonais tsunami. Dans un article du National Geographic Magazine, elle décrit la vague de 24 à 38 mètres (soit un bâtiment de 12 étages) qui balaye Sanriku le 15 juin 1896. Le tsunami touche la côte est du Japon, fait 22 000 morts, blesse grièvement 5 000 personnes et détruit de nombreux villages et villes. Le terme anglais utilisé, « tidal wave (raz-de-marée) », met alors simplement l'accent sur le caractère extrême d'une marée. Cette dernière étant issue de l'action de la Lune et du Soleil et non de l'activité sous-marine, le mot japonais est peu à peu adopté dans le vocabulaire scientifique anglais.

### Europe
Durant la première guerre mondiale, Eliza Scidmore couvre les opérations de secours de la Croix-Rouge,. Elle voyage par la suite également en Russie, en Angleterre, en Italie et en Irlande.

### Autres voyages
Voyageuse accomplie, elle développe une connaissance fine de l'Extrême-Orient avec des livres, des conférences et des photos sur Java, la Chine, Philippines, la Corée et l'Inde,.

## Travail auNational Geographic
La National Geographic Society est fondée en 1888 et Eliza Scidmore en devient membre dès 1890. Elle est la première femme à publier des articles et des photographies dans le magazine de la société. À peine deux ans plus tard, elle est élue au conseil d'administration jusque-là entièrement masculin. 

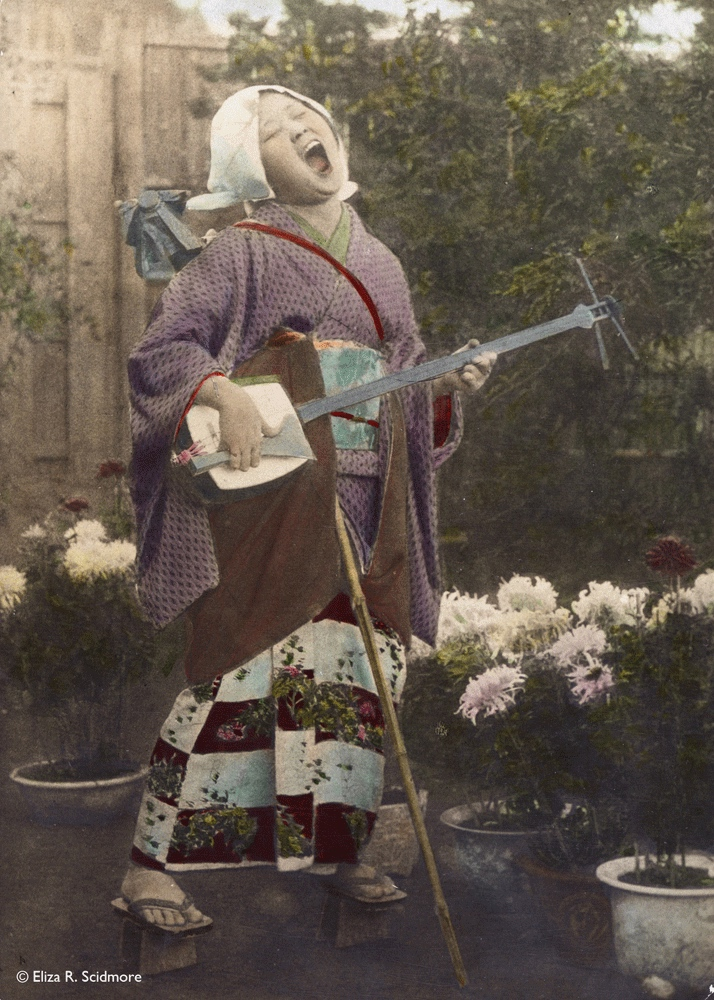
Une goze chante et joue du shamisen. Photographie coloriée à la main par Eliza Scidmore en 1912

Dans les années 1890, la Smithsonian Institution lui fourni un appareil photo Kodak pour documenter ses voyages à travers l'Inde, le Japon, la Chine et l'île indonésienne de Java. Elle devient ainsi probablement la première femme photographe du National Geographic.
Parallèlement, elle assure une réorientation du magazine National Geographic, qui se compose à l'époque exclusivement de contributions textuelles. Scidmore parvient à faire évoluer la ligne éditoriale afin que les articles soient illustrés selon le modèle des magazines européens. Toutefois, si elle publie des photos pour illustrer ses textes, on ne sait pas toujours de quelles photos elle est l'autrice et lesquelles sont des commandes.
En 1905, les photos sont une part importante du magazine, bien qu'en grande partie en noir et blanc. La reproduction de photographies en couleur est à l'époque extrêmement coûteuse et considérée d'un œil critique par le conseil d'administration de l'entreprise. Celui-ci craint que cela amoindrisse les affirmations scientifiques du magazine. En 1909, Scidmore encourage Gilbert Hovey Grosvenor, rédacteur en chef du National Geographic et aujourd'hui considéré comme le fondateur du photojournalisme, à inclure des photographies en couleur dans le magazine. Les premières photographies en couleurs sont publiées en 1914, dont une série de onze images d'Eliza Scidmore pour son article « Young Japan ».

## Travaux post-Première Guerre mondiale

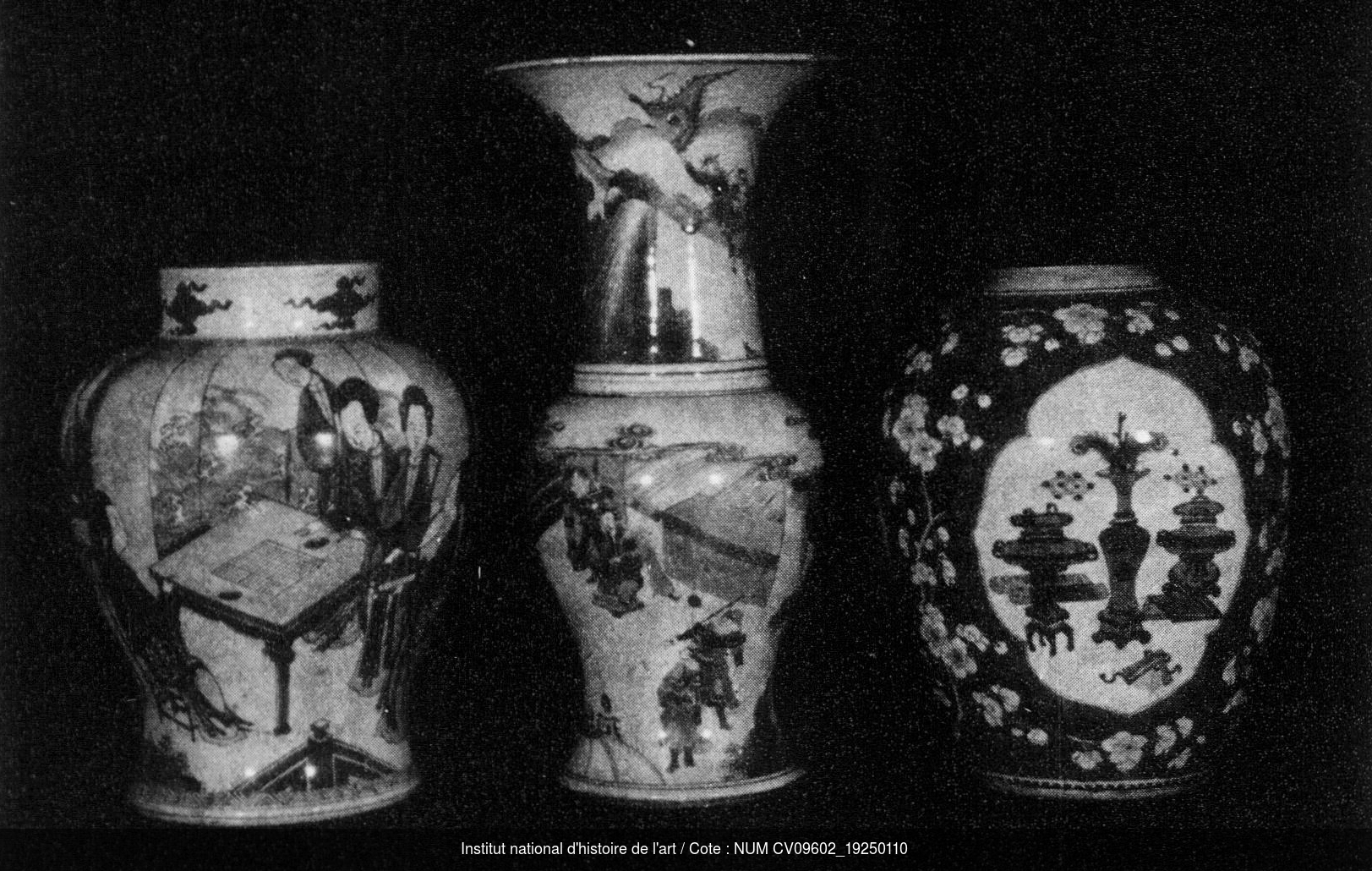
Porcelaines de la période Kang Hsi acquises par Eliza Scidmore, catalogue de vente en 1925

Après la Première Guerre mondiale, Scidmore s'installe à Genève pour écrire sur la toute nouvelle Société des Nations. Elle meuble sa maison avec des objets d'art qu'elle a collectionnés tout au long de sa vie - y compris le siège du trône de l'impératrice douairière de Chine Cixi,. Le lieu devient rapidement un lieu de rencontre pour les diplomates.

## Réception de ses écrits
L'écriture d'Eliza Scidmore est décrite comme vive, claire et pleine d'humour. Elle y exprime ses opinions et ses convictions colonialistes,. Ses livres ouvrent la voie à de nombreuses autres écrivaines et voyageuses.

## Engagement dans la conservation de la nature

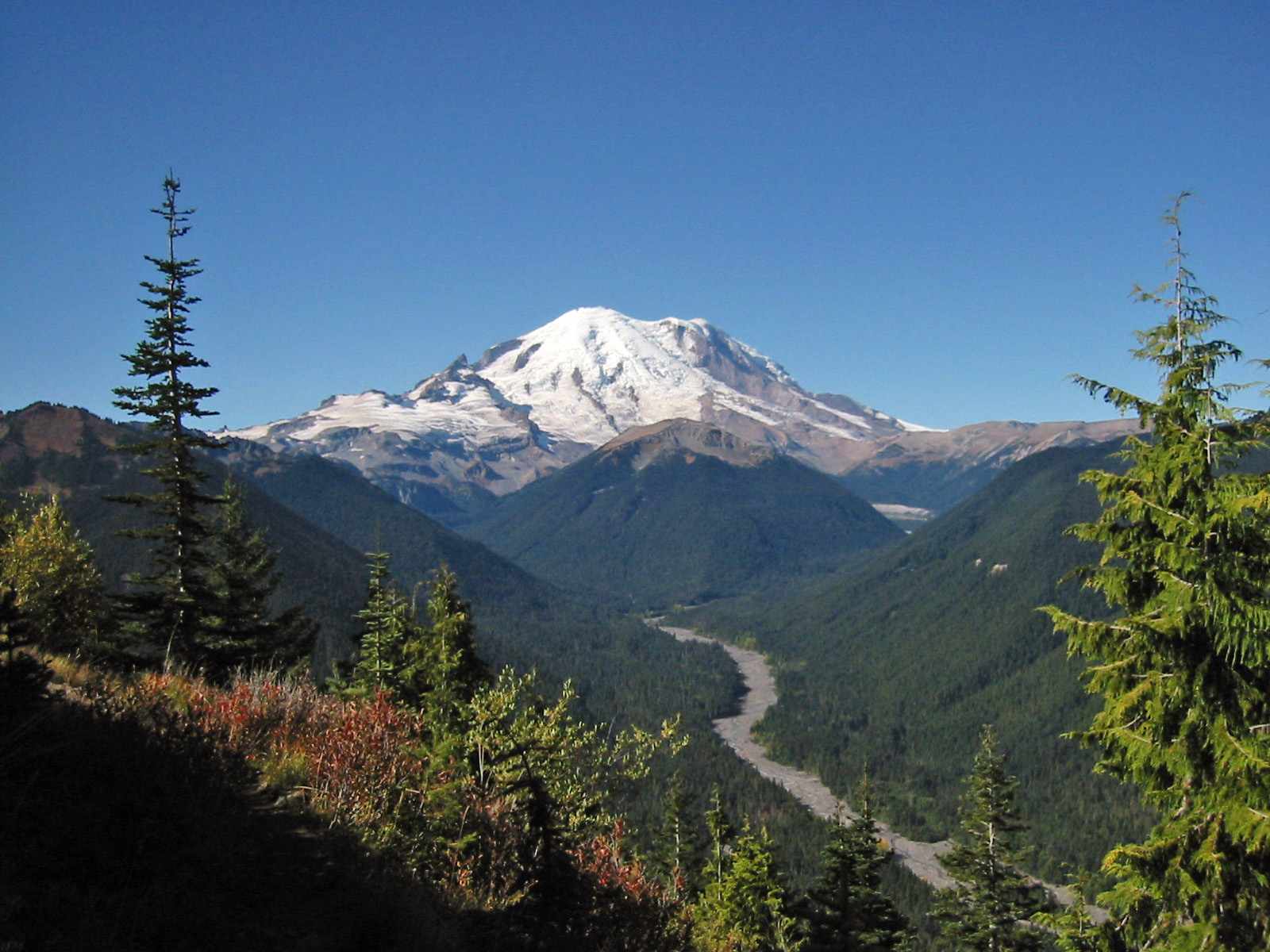
Le Mont Rainer dans le parc national du même nom

Eliza Scidmore fait partie des personnes engagées dans la protection de la nature, notamment par sa proximité avec le couple John Muir et Louisa Wanda Strentzel, également engagés dans ce domaine. Profitant de son statut de secrétaire correspondante de la National Geographic Society, elle s'exprime par exemple dans le magazine The Century sur le nouveau système de réserves forestières nationales des États-Unis. Elle contribue ainsi à la création du parc national du Mont Rainier.

## Mort
En 1928, à l'âge de 72 ans, elle développe une appendicite et est hospitalisée pour complications. Eliza Scidmore meurt le matin du 3 novembre 1928. À la demande du gouvernement japonais, ses cendres sont enterrées au cimetière des étrangers à Yokohama, avec son frère et sa mère. À côté de sa tombe se trouve un cerisier planté en son honneur par la Eliza Scidmore Cherry Blossom Society en 1991.

## Hommages et distinctions
Le Scidmore Glacier, la Scidmore Bay dans le parc national de Glacier Bay et le Mont Ruhamah (ceb) portent son nom,,,.
Elle est citée par le National Geographic comme l'une des 21 exploratrices qui changent le monde. Le journal décerne chaque année le « prix Eliza Scidmore » : il récompense un travail mêlant rigueur scientifique et narration immersive afin de mieux comprendre les problèmes environnementaux et offrir les informations nécessaires afin de protéger la planète.
En son honneur, la biologiste marine Dena Matkin donne l'un de ses prénoms, « Ruhamah », à une orque du groupe qu'elle suit au sud-est de l'Alaska.
L'artiste Anna Rose Soevik créée en 2015 la toile Eliza and the Emperor pour l'hôtel Carlyle de Washington.

## Publications

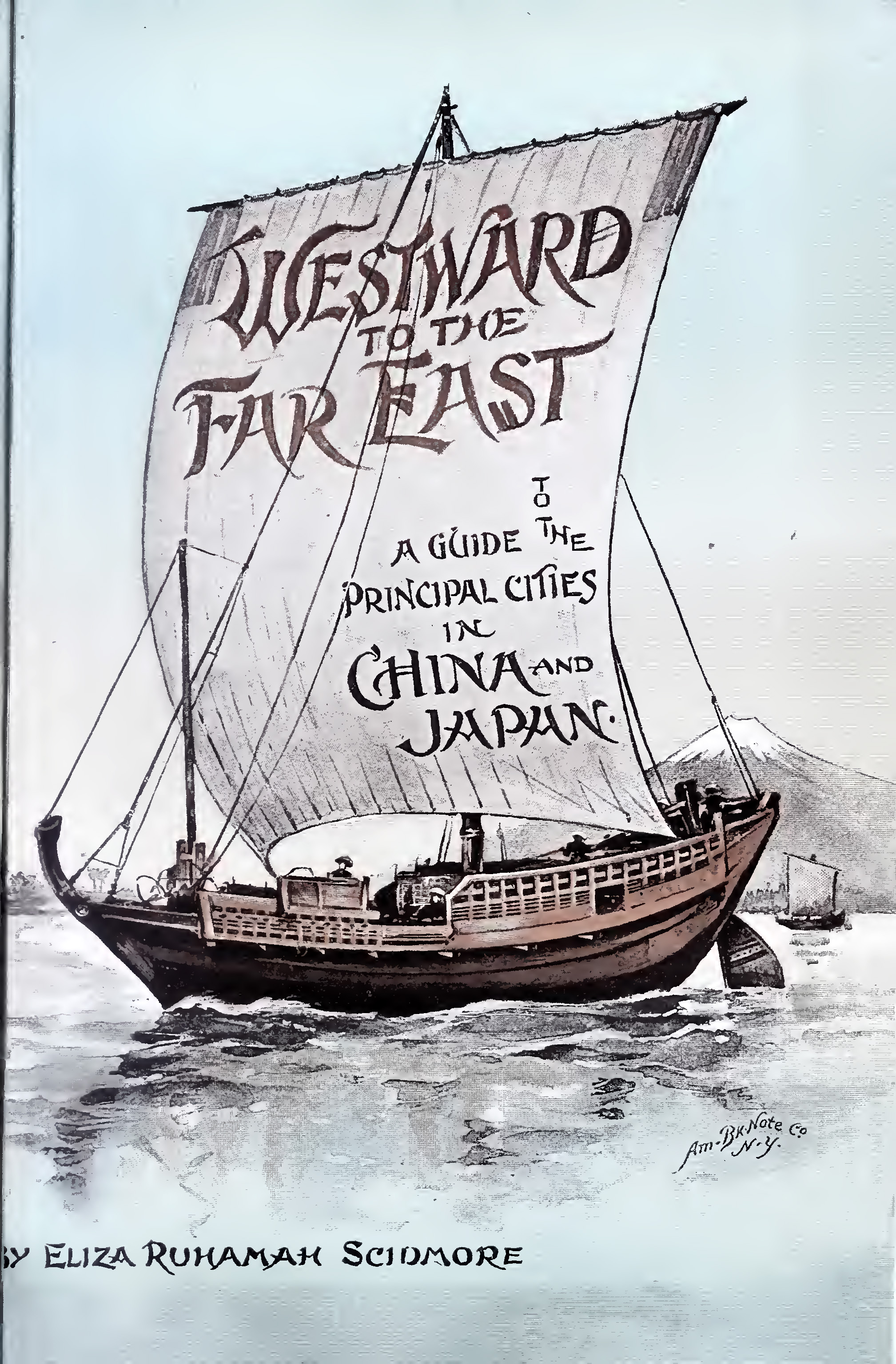
Illustration de l'ouvrage Westward to the far west

### Livres
- Eliza Ruhamah Scidmore, Alaska, its southern coast and the Sitkan archipelago, 2018, 348 p. (ISBN 978-3-337-64330-0 et 3-337-64330-2, OCLC 1189281654, lire en ligne)
- (en) Eliza Ruhamah Scidmore, Jinrikisha Days in Japan, Hardcover, 2018, 412 p. (ISBN 978-0341838937)
- (en) Eliza Scidmore, Appletons' Guide-book to Alaska and the Northwest Coast : Including the Shores of Washington, British Columbia, Southeastern Alaska, the Aleutian and the Seal Islands, the Bering and the Arctic Coasts, Franklin Classics, 228 p. (ISBN 0343124793)
- Eliza Scidmore, Par l'Occident à l'Extrême Orient : guide des principales villes de la Chine et du Japon, avec une notice sur la Corée, 93 p. (ISBN 1341284433, lire en ligne)
- (en) Eliza Scidmore, Java : The Garden Of The East..., Nabu Press, 364 p. (ISBN 127964849X)
- (en) Eliza Scidmore, China, The Long-lived Empire..., 498 p. (ISBN 1278887911)
- (en) Eliza Scidmore, Winter india, Kessinger Publishing, LLC, 420 p. (ISBN 116001826X)
- (en) As the Hague Ordains : A Novel of Japan at the Turn of the Twentieth Century, Hardcover, 2012, 220 p. (ISBN 1782820027)

### Articles de journaux
- (en) Eliza Scidmore, « Recent Explorations in Alaska », The National Geographic Magazine,‎ 1893
- (en) Eliza Scidmore, « The Recent Earthquake Wave on the Coast of Japan », The National Geographic Magazine,‎ 1896
- (en) Eliza Scidmore, « Reports of Sealing Schooners from Tuscarora Deep », The National Geographic Magazine,‎ 1896
- (en) Eliza Scidmore, « The Discovery of Glacier Bay, Alask », The National Geographic Magazine,‎ 1896